# Griechisch-lateinisches Quadrat

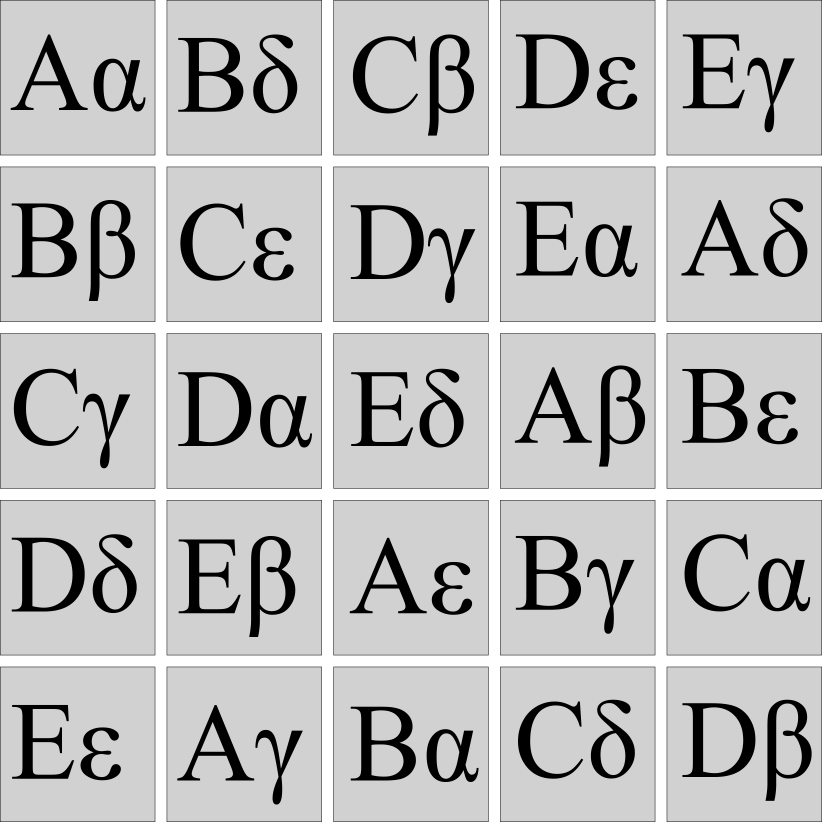
Griechisch-lateinisches Quadrat der Größe 5

Ernest Tilden Parkers griechisch-lateinisches Quadrat der Ordnung 10, welches die Nicht-Existenz-Vermutung von Euler widerlegt.

Ein griechisch-lateinisches Quadrat (GLQ) oder Eulersches Quadrat der Größe n ist ein quadratisches Schema mit n Zeilen und n Spalten, bei dem in jedem der {\displaystyle n\cdot n} Felder ein Zeichen aus einer Menge G und eines aus einer anderen Menge L eingetragen ist. Es wird auch orthogonales lateinisches Quadrat genannt.
Dabei muss in jeder Zeile und auch in jeder Spalte jedes Element aus G und ebenso jedes Element aus L genau einmal vorkommen, und jedes Tupel {\displaystyle (g,l)\in G\times L} muss im gesamten Quadrat genau einmal vorkommen.
Ein GLQ ist eine Verallgemeinerung des sogenannten lateinischen Quadrates. Während es beim lateinischen Quadrat um eine Menge geht, geht es beim GLQ um zwei Mengen. Das Konzept wurde von Leonhard Euler eingeführt, der für die Menge G Buchstaben des griechischen und für L Buchstaben des lateinischen Alphabets verwendete. Daraus entstand der Name.
In den 1780er Jahren fand Euler Methoden zur Konstruktion von GLQ mit ungerader oder durch vier teilbarer Größe n. Es gelang ihm jedoch nicht, auch für {\displaystyle n\equiv 2\;({\text{mod}}\;4)} Lösungen zu finden. Der Fall {\displaystyle n=6} ist als Problem der 36 Offiziere oder 36-Offiziere-Rätsel bekannt geworden, das Euler 1779 aufgab: sechs Regimenter stellen je sechs Offiziere mit sechs verschiedenen Dienstgraden, und sie sollen sich so in einem 6×6-Quadrat aufstellen, dass in jeder Zeile und in jeder Spalte jedes Regiment und jeder Dienstgrad einmal vorkommt.
Euler vermutete entsprechend, dass es genau dann ein GLQ gibt, wenn {\displaystyle n\not \equiv 2\;({\text{mod}}\;4)}. Dass es für {\displaystyle n=6} keine Lösung gibt, wurde 1901 von Gaston Tarry gezeigt, aber im Jahr 1959 konstruierten R. C. Bose und S. S. Shrikhande Gegenbeispiele mit {\displaystyle n=22} und E. T. Parker mit {\displaystyle n=10}. Parker, Bose und Shrikhande bewiesen schließlich, dass für alle Größen außer {\displaystyle n=2} und {\displaystyle n=6} ein GLQ existiert.

## Statistische Versuchsplanung
Ein Agrarwissenschaftler möchte herausfinden, welche Düngerkonzentration und Bewässerungsmenge den Ernteertrag seiner Nutzpflanzen maximiert. Dazu unterteilt er sein Feld in {\displaystyle 4} mal {\displaystyle 4} einzelne Bereiche. In jedem der {\displaystyle 16} Bereiche wird eine der {\displaystyle 4} Düngerkonzentrationen {\displaystyle A}, {\displaystyle B}, {\displaystyle C} oder {\displaystyle D} mit {\displaystyle D-C=C-B=B-A>0} und eine der {\displaystyle 4} Bewässerungsmengen {\displaystyle a}, {\displaystyle b}, {\displaystyle c} oder {\displaystyle d} mit {\displaystyle d-c=c-b=b-a>0} verwendet. Die Anbaubedingungen können sich je nach Position {\displaystyle (x,y)} im Feld unterscheiden, weshalb {\displaystyle 2} Blockfaktoren nötig sind. Zusammen mit den beiden interessierenden Faktoren Düngerkonzentration und Bewässerungsmenge ergibt das insgesamt {\displaystyle 4} Faktoren mit jeweils {\displaystyle 4} Faktorstufen. Ein randomisiertes lateinisches Quadrat als statistischer Versuchsplan kann in R mit der Funktion design.graeco aus dem Paket agricolae generiert werden. Abweichend zur obigen Definition werden die Stufen des zweiten Faktors im folgenden Versuchsplan mit kleinen lateinischen Buchstaben bezeichnet.
| A a | B b | C c | D d |
| B c | A d | D a | C b |
| C d | D c | A b | B a |
| D b | C a | B d | A c |

In diesem Versuchsplan kommt jede Faktorstufenkombination der beiden interessierenden Faktoren Düngerkonzentration und Bewässerungsmenge genau einmal vor, wodurch nur die Haupteffekte geschätzt werden können. Ist man zusätzlich an Wechselwirkungen interessiert, sollte jede Faktorstufenkombination mehrmals im Experiment durchgeführt werden.

## Nicht-klassische Lösung des 36-Offiziere-Rätsels
Mit dem Ansatz, die Felder als verschränkte Quanten zu betrachten, gelang 2021 eine nicht-klassische Lösung einer verallgemeinerten Fassung des 36-Offiziere-Rätsels, das in der ursprünglichen Fassung unlösbar ist. Analog zu der Anforderung, dass sich die Symbole in jeder Zeile und Spalte eines griechisch-lateinischen Quadrats nicht wiederholen dürfen, müssen die Quantenzustände in jeder Zeile oder Spalte eines griechisch-lateinischen Quantenquadrats Vektoren entsprechen, die senkrecht zueinander stehen.
Mit Hilfe eines Algorithmus konnten Beinahe-Lösungen gefunden werden, die manuell zu exakten Lösungen nachgebessert werden konnten. Es zeigt sich, dass nur benachbarte Offiziersränge und benachbarte Regimenter verschränkt sind und dass die Gewichtungen in den Überlagerungszuständen dem goldenen Schnitt entsprechen.